# Zodiaken
Zodiaken eller djurkretsen är inom astrologi och den äldre astronomin en tänkt uppdelning av solens, månens och de olika planeternas banor (ekliptikan) över stjärnhimlen. Traditionellt delas stjärnhimlen in i tolv stjärntecken om vardera 30° som utgör grunden för horoskop. Gränsen mellan två års zodiaker brukar placeras där solen befinner sig vid vårdagjämningen, ungefär den 21 mars.

## Historia

### Tropiska zodiaken
Den tidigaste bevarade listningen av zodiakens stjärntecken kommer från 300 f.Kr. (Dendera-zodiaken som numera finns på Louvren i Paris), men andra källor har beskrivit zodiaken omkring 200 år innan dess. I de beskrivningarna sades olika delar av människokroppen och olika egenskaper motsvara de 12 stjärntecknen, och zodiaken användes därför som ett diagnosinstrument av tidiga läkare för att peka mot rätt kur.

### Sideriska zodiaken
Under de mer än 2 500 år som har passerat sedan zodiaken instiftades och olika stjärnbilder fick ge namn åt zodiakens stjärntecken, har jordaxeln vridit sig cirka 30°. Detta kallas precession. Vädurens stjärntecken motsvaras därför idag av Fiskarnas stjärnbild. Om cirka 600 år kommer i stället Vattumannens stjärnbild att komma in i detta intervall.

## Tabell över stjärntecken
| Nr | Symbol | Grader | Latina)     | Svenska      | Grekiska  | Sanskrit | Sumerisk-Babylonska namnet |
| -- | ------ | ------ | ----------- | ------------ | --------- | -------- | -------------------------- |
| 1  |        | 0°     | Aries       | Väduren      | Κριός     | Meṣa     | MUL LUḪUN.GA, Dumuzi       |
| 2  |        | 30°    | Taurus      | Oxen         | Ταύρος    | Vṛṣabha  | MULGU4.AN.NA               |
| 3  |        | 60°    | Gemini      | Tvillingarna | Δίδυμοι   | Mithuna  | MULMAŠ.TAB.BA.GAL.GAL      |
| 4  |        | 90°    | Cancer      | Kräftan      | Καρκίνος  | Karka    | MULAL.LUL                  |
| 5  |        | 120°   | Leo         | Lejonet      | Λέων      | Siṃha    | MULUR.GU.LA                |
| 6  |        | 150°   | Virgo       | Jungfrun     | Παρθένος  | Kanyā    | MULAB.SIN                  |
| 7  |        | 180°   | Libra       | Vågen        | Ζυγός     | Tula     | zibanitum                  |
| 8  |        | 210°   | Scorpio     | Skorpionen   | Σκoρπιός  | Vṛścika  | MULGIR.TAB                 |
| 9  |        | 240°   | Sagittarius | Skytten      | Τοξότης   | Dhanus   | MULPA.BIL.SAG              |
| 10 |        | 270°   | Capricornus | Stenbocken   | Αἰγόκερως | Makara   | MULSUḪUR.MAŠ               |
| 11 |        | 300°   | Aquarius    | Vattumannen  | Ὑδροχόος  | Kumbha   | MULGU.LA                   |
| 12 |        | 330°   | Pisces      | Fiskarna     | Ἰχθείς    | Mīna     | MULSIM.MAḪ                 |

──────────

Följande tabell visar samtliga stjärntecken och ungefärlig period då solen passerar genom dem. Zodiaken börjar med Väduren och som börjar varje år vid det årets dagjämning och de exakta tiderna för övergångar mellan stjärntecknen finns för vart år i efemeriderna.
| Stjärntecken§ | Stjärntecken§ | Latin       | Element | Kvalitet    | Planet           | Tropiska zodiaken (2009)  | Sideriska zodiaken (2009, UTC) Jyotisha | Sideriska zodiaken Observerat 2006 NASA | Dagar |
| ------------- | ------------- | ----------- | ------- | ----------- | ---------------- | ------------------------- | --------------------------------------- | --------------------------------------- | ----- |
|               | Väduren       | Aries       | Eld     | Kardinal    | Mars/Pluto       | 20 mars – 19 april        | 14 april – 14 maj                       | 18 april – 13 maj                       | 25,5  |
|               | Oxen          | Taurus      | Jord    | Fix         | Venus            | 20 april – 20 maj         | 14 maj – 13 juni                        | 13 maj – 21 juni                        | 38,2  |
|               | Tvillingarna  | Gemini      | Luft    | Föränderlig | Merkurius        | 21 maj – 20 juni          | 13 juni – 14 juli                       | 21 juni – 20 juli                       | 29,3  |
|               | Kräftan       | Cancer      | Vatten  | Kardinal    | Månen            | 21 juni – 21 juli         | 14 juli – 13 augusti                    | 20 juli – 10 augusti                    | 21,1  |
|               | Lejonet       | Leo         | Eld     | Fix         | Solen            | 22 juli – 22 augusti      | 13 augusti – 13 september               | 10 augusti – 16 september               | 36,9  |
|               | Jungfrun      | Virgo       | Jord    | Föränderlig | Merkurius        | 23 augusti – 22 september | 13 september – 13 oktober               | 16 september – 30 oktober               | 44,5  |
|               | Vågen         | Libra       | Luft    | Kardinal    | Venus            | 23 september – 22 oktober | 13 oktober – 12 november                | 30 oktober – 20 november                | 21,1  |
|               | Skorpionen    | Scorpius    | Vatten  | Fix         | Mars             | 23 oktober – 21 november  | 13 november – 13 december               | 20 november – 29 november               | 8,4   |
| -             | Ormbäraren    | Ophiuchus   | -       | -           | -                | -                         | -                                       | 29 november –17 december                | 18,4  |
|               | Skytten       | Sagittarius | Eld     | Föränderlig | Jupiter          | 22 november– 21 december  | 13 december – 12 januari                | 17 december – 20 januari                | 33,6  |
|               | Stenbocken    | Capricornus | Jord    | Kardinal    | Saturnus         | 22 december – 20 januari  | 12 januari – 12 februari                | 20 januari – 16 februari                | 27,4  |
|               | Vattumannen   | Aquarius    | Luft    | Fix         | Saturnus/Uranus  | 21 januari – 18 februari  | 12 februari – 14 mars                   | 16 februari – 11 mars                   | 23,9  |
|               | Fiskarna      | Pisces      | Vatten  | Föränderlig | Neptunus/Jupiter | 19 februari – 19 mars     | 14 mars – 14 april                      | 11 mars – 18 april                      | 37,7  |

──────────

§ Stjärnbilden Ophiuchus finns med i solens bana över stjärnhimlen men räknas inte till de traditionella zodiaktecknen.

## Svaghet i systemet
Astrologin delar symboler med astronomin, men medan astrologins stjärnteckensymboler anger 30°-sektorer räknat från vårdagjämningspunkten med start Väduren, så är de verkliga stjärnbilderna – ursprungssymbolerna – av varierande storlek och förskjutna ungefär 20° till följd av precessionen, så att vårdagjämningspunkten hamnar i början av Fiskarnas stjärnbild.
Enstaka astrologer vill korrigera sitt system för denna saks skull. I detta sammanhang skall också nämnas att ekliptikan även skär över stjärnbilden Ormbäraren, varför en sådan korrigering ofta också innebär önskan om att införa Ormbäraren som ett stjärntecken. Tolv-tecken-system, utan Ormbäraren, dominerar dock inom astrologin.